# Avord
Avord település Franciaországban, Cher megyében. Lakosainak száma 2908 fő (2022. január 1.). Avord Bengy-sur-Craon, Crosses, Farges-en-Septaine, Jussy-Champagne, Savigny-en-Septaine és Baugy (Cher) községekkel határos.

## Népesség
A település népességének változása:
| Lakosok száma | 2132 | 2492 | 2079 | 2617 | 2716 | 2616 | 2613 | 2740 | 2804 | 2908 |
|               | 1968 | 1982 | 1990 | 2006 | 2013 | 2015 | 2017 | 2019 | 2020 | 2022 |